# Wheelerigobius
Wheelerigobius és un gènere de peixos de la família dels gòbids i de l'ordre dels perciformes.

## Taxonomia
- Wheelerigobius maltzani (Steindachner, 1881)[3]
- Wheelerigobius wirtzi (Miller, 1988)[4][5][6][7][8][9][10]